# Craterocapsa congesta
Craterocapsa congesta är en klockväxtart som beskrevs av Olive Mary Hilliard och Brian Laurence Burtt. Craterocapsa congesta ingår i släktet Craterocapsa, och familjen klockväxter. Inga underarter finns listade i Catalogue of Life.